# Никифор Калужский
Никифор Калужский (также Никифор Медынский или Никифор Воротынский) — православный святой, преподобный, игумен и основатель Спасо-Воротынского монастыря на Угре.

## Биография
О его мирской жизни ничего неизвестно. Никифор был одним из первых учеников преподобного Тихона Калужского, обладал даром прозорливости.
В 1492 году, после смерти Тихона Медынского, преподобный Никифор стал его преемником по управлению Тихоновой Успенской пустынью, получив сан игумена.
В 1498 (или в 1500) году Никифор основал Спасо-Преображенский Воротынский монастырь возле слияния рек Угра и Ока. Святой скончался в 1506 году в Тихоновой пустыни. Местонахождение останков святого неизвестно.
Канонизирован местно. Однако, в книге, "Глаголемой описание Российский святых", преподобный Никифор упоминается под святыми града Калуги, вместе со святыми Тихоном и Лаврентием.
Память святого угодника празднуется 29 июня, в день памяти его учителя, преподобного Тихона Калужского. Также в Воротынском монастыре память Никифора чтится 2 мая. На старинных иконах изображают преподобного Никифора с другими Калужскими чудотворцами: Тихоном Калужским, Пафнутием Боровским и Лаврентием Калужским.